# Periophthalmus kalolo
Periophthalmus kalolo is een straalvinnige vissensoort uit de familie van grondels (Gobiidae). De wetenschappelijke naam van de soort is voor het eerst geldig gepubliceerd in 1831 door Lesson.